# 王友琴
王友琴（1952年—），东亚研究学者，现任美国芝加哥大学东亚研究中心教授，因其对文化大革命的研究而知名。她主办了网络“文革受难者纪念园”，其中收集了数百位文革受难者的故事和经历。

## 人物经历
王友琴1952年出生于中国北京。1968年毕业于北京师范大学附属女子中学，文革期间曾作为知青下放云南。高考恢复后，1979年她以全国高考文科第一名的成绩考入北京大学中文系，1988年获得中国社科院文学博士学位。
1988年赴美国，曾在斯坦福大学教授中文，1999年前往美国芝加哥大学，现为芝加哥大学东亚研究中心教授（Senior Instructional Professor in Chinese Language）。
王友琴以研究中国文化大革命而知名，她也是最早研究和揭露1966年“红八月”期间学生（红卫兵）打死老师事件的学者之一，其中包括知名的卞仲耘（北京师范大学附属女子中学前副校长）和宋彬彬事件，也包括不甚为人提起的众多受难教师的冤案，例如不堪学生迫害而自缢的张放（北京二龙路中学英语教师）。

## 代表作品
- 王友琴：《文革受难者 ——关于迫害、监禁和杀戮的寻访实录》。香港開放出版社，2004年5月，ISBN13：9789627934127。[9][10]
- 王友琴：《恐怖的“红八月”》。《炎黄春秋》。[11]
- 王友琴：《摧毁日记的革命》。香港《领导者》（财经文摘有限公司）总第 66 期（2015年10月） ，第98-115页。[12]

## 获奖
2022年6月3日，获中国民主教育基金会特别贡献奖，以表彰多年采访、收集、整理、出版中国文化大革命受难者的卓越贡献。